# ميلتون لويس شوارتز
ميلتون لويس شوارتز (بالإنجليزية: Milton Lewis Schwartz)‏ هو قاضي ومحامي أمريكي، ولد في 20 يناير 1920 في أوكلاند في الولايات المتحدة، وتوفي في 3 أكتوبر 2005 في ساكرامنتو في الولايات المتحدة.